# Daoshi

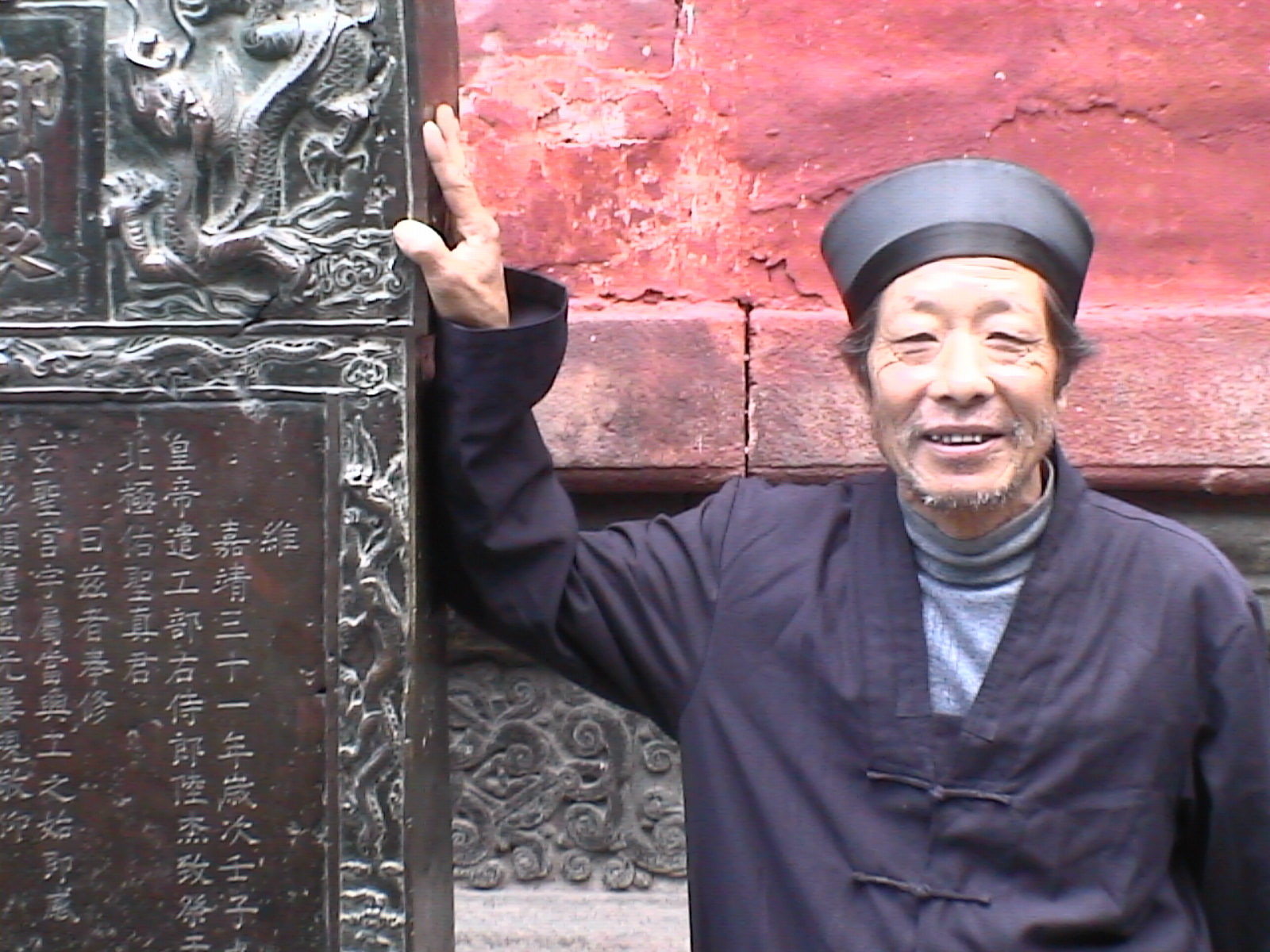
Daoshi de Wudang Shan.

Un daoshi (chinois : 道士 ; pinyin : dàoshì) est un prêtre taoïste. Les daoshis peuvent être ermites, moines, ou vivre en famille au sein de la population. On estimait en 2011 leur nombre en Chine à une centaine de milliers . La fonction peut aussi être exercée par des femmes.
Pour pratiquer leur art, les daoshis se basent sur un enseignement écrit et oral partiellement ésotérique transmis par leur maître. Ils portent, du moins lorsqu’ils officient, une robe (daopao 道袍) qui parfois indique leur rang, une coiffe (guanjin 冠巾) et des chaussures (yunlu 雲履) spécifiques. Les daoshis de l’école Quanzhen portent la barbe et un chignon.

## Histoire

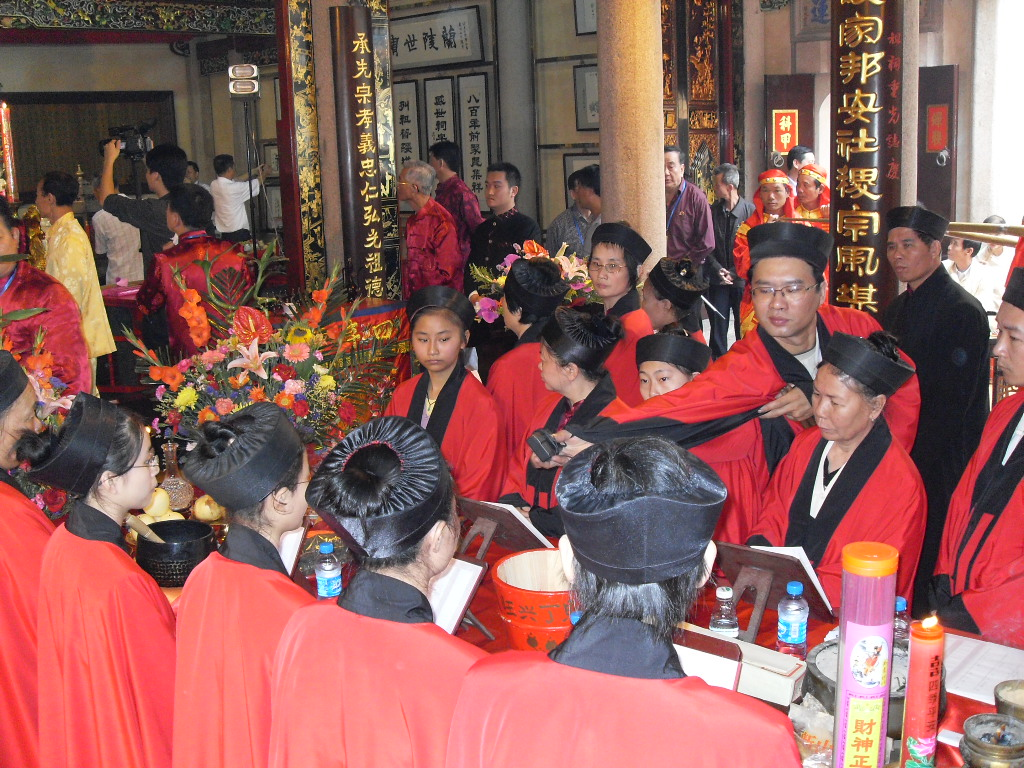
Cérémonie taoïste

La première occurrence du terme se trouve chez Dong Zhongshu, qui appelle ainsi de manière générale une personne vertueuse suivant une voie spirituelle. Ce n’est qu'à la fin de la dynastie Han que le terme taoïsme commence à être attribué à certains courants religieux, et que le terme daoshi commence donc à désigner des taoïstes, quoique non exclusivement. Il est souvent confondu avec le terme fangshi (方士), désignant des spécialistes de différentes techniques comme l’astrologie, la divination, la médecine ou l’exorcisme. Le terme zhenren (zh) (真人, zhēnrén, « véritable personne »), souvent traduit par immortel, est aussi utilisé pour désigner les daoshis. Pendant les dynasties du Nord et du Sud, on trouve aussi des bonzes bouddhistes maîtres taoïstes, mais la distinction se précise, ainsi Ma Shu (馬樞 522-581) des dynasties du Sud exclut les bouddhistes de son recueil de biographies taoïstes Daoxuezhuan (道學傳). Sous la dynastie Tang, suivant l’encadrement administratif  qui accompagne le soutien des empereurs au taoïsme, la définition du terme se restreint encore. Il désigne l’élite des pratiquants de cette religion : nés avec un esprit exceptionnel du fait de leurs vertus passées, ils  sont extrêmement vertueux, non esclaves des émotions, et pratiquent avec constance les exercices spirituels taoïstes. Leur apprentissage auprès d’un maître s’achève avec la remise d’un certificat (dudie 度牒) reconnu par l’administration.

## Deux courants principaux

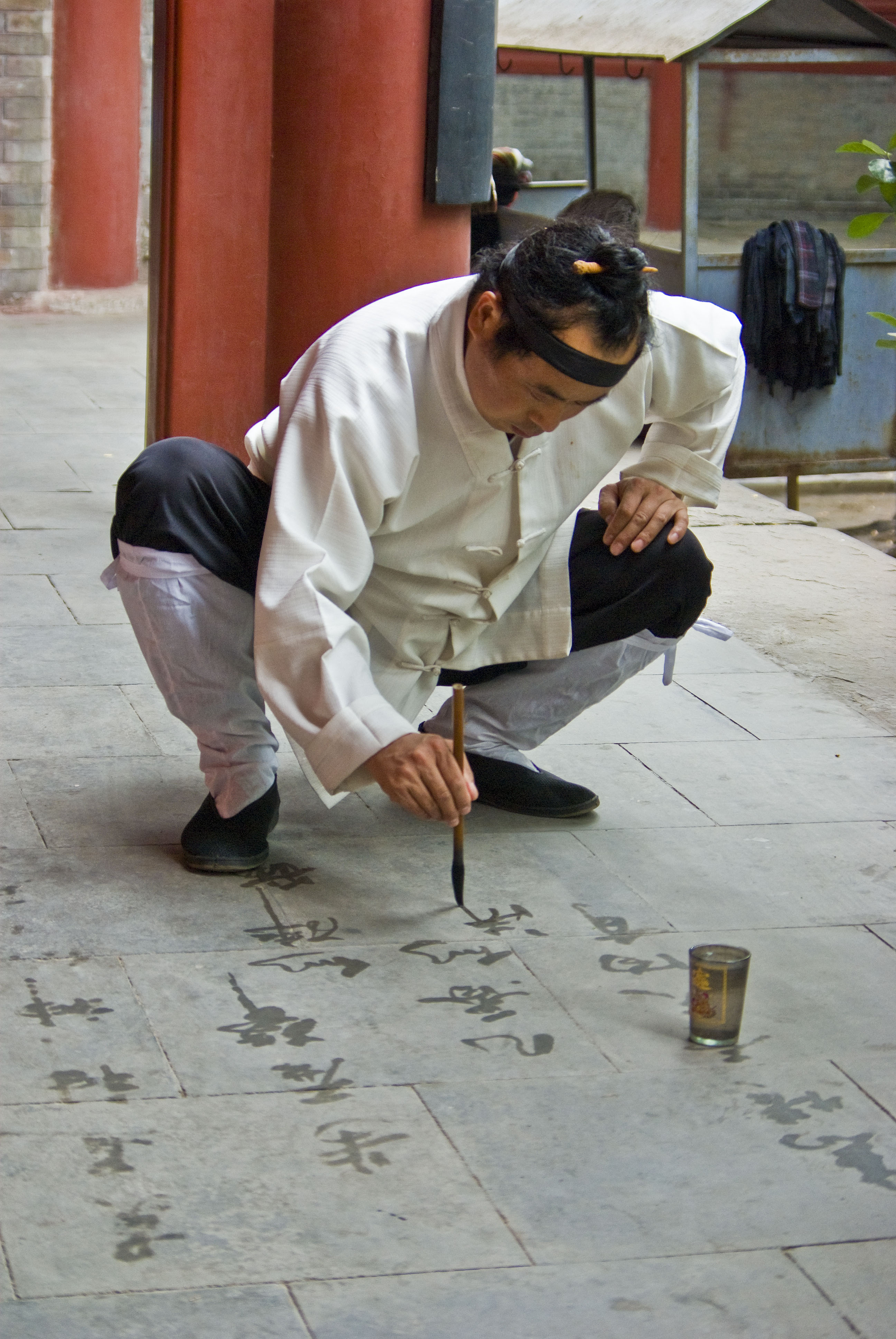
Moine taoïste Quanzhen

Les écoles taoïstes au XXIe siècle sont pour la plupart rattachées à deux grands courants, qui sont les seuls officiellement reconnus en Chine populaire: Quanzhen et Zhengyi. Les daoshis du courant Quanzhen, plus structuré et surtout implanté dans le nord de la Chine, mènent une vie monastique dans des monastères appelés daoguan (道觀) et suivent un régime végétarien. Il existe néanmoins une branche dite "Quanzhen du Sud" dont les prêtres peuvent être mariés. Ceux du courant Zhengyi n’ont pas d’implantation géographique spécifique. Mariés, ils ne sont soumis à des restrictions particulières qu’à l’occasion de certains rites. Ils ont souvent une profession et exercent leurs fonctions à temps partiel, parfois dans la salle de culte de leur domicile, mais le plus souvent dans un lieu extérieur comme un temple, un lieu public ou chez un particulier. Ce sont les principaux fournisseurs de talismans et d’exorcismes. Ils sont ordonnés par une des nombreuses écoles rattachées à Zhengyi et reçoivent un document (lu) attestant de leur fonction. Les ordinations Zhengyi doivent être confirmées par le Maître céleste, chef suprême du courant. Les daoshis sont encadrés en Chine populaire par l’Association taoïste de Chine